# Dégradé de formes

## Dessin vectoriel
Le dégradé de formes est un des effets spéciaux applicables à un dessin vectoriel. Il consiste à créer un changement continu de la représentation d'un objet vers la représentation d'un autre objet.

## En 3D
En modélisation 3D les dégradés de formes existent aussi. Dans le cadre de la réalisation d'animations, pour les manipuler on utilise (par exemple sous le logiciel Blender) les absolute ou relative vertex key.